# Документална хипотеза
Документалната хипотеза е теория в библеистиката, според която Петокнижието е съставено чрез съчетаването на няколко самостоятелни текста. Хипотезата възниква през XVIII век и от края на XIX век се налага като широко приетият сред библеистите възглед за произхода на Петокнижието.